# Anthrenoides flavomaculatus
Anthrenoides flavomaculatus är en biart som beskrevs av Urban 2007. Anthrenoides flavomaculatus ingår i släktet Anthrenoides och familjen grävbin. Inga underarter finns listade i Catalogue of Life.